# Осійчук Ореста
Ореста Осійчук (літературний псевдонім — Оршуля Фариняк; 1 червня 1982, смт Журавне, Жидачівський район, Львівська область) — українська письменниця, володарка І премії літературного конкурсу «Коронація слова 2013» в номінації «Прозові твори для дітей» за роман-фентезі «Айхо», лауреатка "Єврокон". 

## Життєпис
Ореста Осійчук народилася на Львівщині в родині лікарів. Дитинство та юність провела у містечку Стара Вижівка на Волині. У 1999 році закінчила Старовижівську загальноосвітню школу.
2005 року здобула вищу освіту на юридичному факультеті Волинського державного університету імені Лесі Українки. Захистила дипломну роботу на тему «Правовий статус подружжя».
Працювала юристкою Управління праці та соціального захисту населення Старовижівської районної державної адміністрації. Згодом — помічницею судді у Старовижівському районному суді.

## Творчість

### Айхо
2009 року Ореста Осійчук згадала про дитячу мрію і почала писати перший роман-фентезі про пригоди незвичайного хлопчика Айхо. Написання зайняло кілька років, але принесло авторці перемогу в найпрестижнішому літературному конкурсі України «Коронація слова».
Головний герой — 14-річний Айхо — спокійно живе разом з дідом Радо та вірним звірятком радиком, якого врятував від смерті, у затишному будиночку посеред Хрестового лісу Вернакії. Він допомагає дідові доглядати рідкісних тварин, за якими з усіх-усюд з'їжджаються вельможі, мріє колись навчитися приборкувати диких звірів, як дід, і почувається щасливим. Але несподіваний візит дивного гостя в одну мить руйнує цей маленький рай: дід наказує негайно збиратися в дорогу, але втікачів наздоганяють таємничі Воїни Шаку, і дід змушений вступити з ними в бій, даючи Айхо можливість втекти.
На прощання дід Радо наказує хлопцеві тримати курс на загадкову Шанталію, де треба розшукати майстра Каро. Це — єдиний дороговказ, який має Айхо, раптом опинившись сам на сам із невідомим і небезпечним світом, якого він зовсім не знає. Як, зрештою, не знає і себе, бо, як з'ясується пізніше, все, що він знав раніше про себе і батьків — це неправда. І тепер, крім того, щоб вижити й добратися до Шанталії, йому доведеться шукати відповідь іще й на запитання: хто він насправді і яке його призначення у цьому житті.
Друком вже вийшла друга частина «Айхо», авторка планує написати ще кілька книг в серії.

### Кіт Персик
Крім пригод Айхо, Ореста Осійчук пише гумористичні оповідання про пухнастого кота-філософа Персика.

## Нагороди та почесні відзнаки
- Конкурс «Коронація слова» — 2013, І премія в номінації «Прозові твори для дітей»
- Топ-20 найкращих дитячих та підліткових книжок 2014 року за версією «Рейтинг критика»[5]
- Відзнака літературного порталу «БараБука» за найкращий дебют — 2015[6]
- Лауреатка Європейського конвенту наукової фантастики «Єврокон» у номінації "Найкращий дебют" — 2016 р.[7]